# Kupferschieferhalden bei Wimmelburg
Kupferschieferhalden bei Wimmelburg este o arie protejată (arie specială de conservare — SAC, sit de importanță comunitară — SCI) din Germania întinsă pe o suprafață de 125 ha, integral pe uscat.

## Localizare
Centrul sitului Kupferschieferhalden bei Wimmelburg este situat la coordonatele 51°30′56″N 11°29′38″E / 51.5156°N 11.4939°E.

## Înființare
Situl Kupferschieferhalden bei Wimmelburg a fost declarat sit de importanță comunitară în octombrie 2000 pentru a proteja 2 specii de animale. Situl a fost protejat și ca arie specială de conservare în decembrie 2018.

## Biodiversitate
Situată în ecoregiunea continentală, aria protejată conține 1 habitat natural: Pajiști calaminariene cu Violetalia calaminariae.
La baza desemnării sitului se află mai multe specii protejate de  mamifere (2): liliac cârn (Barbastella barbastellus), liliac comun (Myotis myotis)
Pe lângă speciile protejate, pe teritoriul sitului au mai fost identificate 6 specii de mamifere, 7 specii de nevertebrate, 2 specii de reptile.